# Cargo Music
Cargo Music — музичний лейбл зі штаб-квартирою у Сан-Дієго, штат Каліфорнія. Компанія переважно спеціалізується на виданні альбомів у стилі панк-року, важкого панк-року та року.
Cargo Music займається розповсюдженням альбомів, які були видані іншими музичними лейблами, зокрема: Cherry Red Records, Earth Music, FistPuppet Records, Grilled Cheese, Headhunter Records, Re-Constriction Records, RPM Records та Tackle Box.
Саме на цьому лейблі видав свої перші два альбоми (Cheshire Cat та Dude Ranch) такий відомий поп-панк гурт як Blink 182. Серед інших гуртів як видавались через Cargo Music слід виділити Rocket from the Crypt та 7 Seconds.